# Langue des signes trinidadienne
La langue des signes trinidadienne (en anglais Trinidadian sign language, Trinidad and Tobago Sign Language, TSL ou TTSL), est la langue des signes utilisée par une partie des personnes sourdes et de leurs proches à Trinité-et-Tobago.

## Histoire
Au début des années 1970, le directeur de l'unique école pour sourds de Trinité-et-Tobago va aux États-Unis pour recevoir une formation en éducation des sourds et impose la langue des signes américaine (ASL) dans l'éducation. Les étudiants de cette époque utilisaient déjà la TSL et se retrouvent un peu dépassés par les changements linguistiques requis. Depuis cette époque et jusqu'au début des années 2000, l'école utilise uniquement l'ASL et jamais la TSL en classe.
Au début du XXIe siècle, la TSL est commence à être utilisée de plus en plus par les jeunes générations sourdes et les professeurs indiquent qu'ils vont bientôt enseigner avec cette langue grâce au premier dictionnaire de TSL publié en mai 2007 par la communauté sourde trinidadienne, avec le soutien du Ministère de l'Éducation.

## Caractéristiques
La TSL est la langue des signes indigène de Trinité-et-Tobago et est différente de l'ASL utilisée dans l'éducation jusqu'au début du XXIe siècle, la compréhension mutuelle est faible.

## Utilisation
La TSL est utilisée quotidiennement par les sourds adultes et quelques enfants sourds l'apprennent lors des réunions hebdomadaires du club de sourds. Les personnes sourdes déclarent qu'elles ont tendance à utiliser un mélange de TTSL et d'ASL pour communiquer les uns avec les autres, qu'elle préfèrent les signes TSL originaux et désirent les protéger et les conserver. L'utilisation de la langue des signes indigène se développe dans tous les groupes d'âge et pas exclusivement dans l'ancienne génération, même si les plus jeunes n'en ont pas encore une bonne maîtrise du fait qu'elle n'est pas enseignée à l'école. Les personnes sourdes qui ne vont pas à l'école apprennent la TSL de la communauté sourde (et non l'ASL) et un mélange de TSL et d'ASL est maintenant utilisé par des associations de sourds, des clubs et des églises.